# La Misère des riches
La Misère des riches est un téléroman québécois en 38 épisodes de 50 minutes. La première saison de huit épisodes scénarisée par Claude Veillot a été diffusé du 18 février au 15 avril 1990 et la deuxième saison de trente épisodes scénarisée par Michèle Bazin et Ingrid Saumart a été diffusée du 15 septembre 1992 au 1er avril 1993 sur le réseau TVA,.

## Synopsis
« La Misère des riches » raconte les difficultés qu'une femme doit surmonter après avoir pris la tête d'une aciérie à la suite de la mort suspecte de son frère.
« La Misère des riches II » est centré sur diverses intrigues internationales et financières.

## Fiche technique
- Première saison :
  - Scénarisation : Claude Veillot
  - Réalisation : Richard Martin
- Deuxième saison :
  - Scénarisation : Michèle Bazin et Ingrid Saumart
  - Réalisation : Jacques Payette
- Société de production : Communications Claude Héroux International

## Distribution
- Patricia Tulasne : Hélène Gagnon-Vallée
- Jean Leclerc : François Germain
- Gilles Pelletier : Richard O'Neil
- Joe Bocan : Lyne Gagnon
- Annie Moore : Mélissa Germain
- Geneviève Moore : Stéphanie Germain

### Première série seulement (1990)
- Jean-Pierre Cassel : Nelson Vallée
- Danielle Darrieux : Agnès Mercier
- Daniel Pilon : Me Gérard
- Carl Marotte : Alain Gagnon
- Rémy Girard : Inspecteur Leduc
- Ursula Karven : Carla Schmidt
- Gérard Poirier : M. Taschereau
- Élizabeth Chouvalidzé : Ministre
- Claude Préfontaine : M. Tremblay
- Annick Blancheteau : Michèle Fontaine
- François Tassé : Dr Tracy
- Dominique Valera : Raymond Brouillard
- Michel Mongeau : Courtney
- Michel Albert : Pépin
- Steve Banner : M. Walsh
- Reynald Bouchard : Conducteur de la voiture
- Serge Christiaenssens : Directeur du Mont-Tremblant
- Nadine Clark : Carmella
- Stéphan Côté : Ouvrier
- Xavier Dequoi : Préposé à la morgue
- Paul Dion : Patron de Lyne
- Josée Dupuis : Reporter
- Cassandre Fournier : Infirmière de la fondation
- Lyne Fournier : Femme flic
- Roger Garceau : Albert
- Réjean Gauvin : Patron du bar
- Macha Grenon : Geneviève
- Lisette Guertin : Docteur de l'avion
- Marc Gélinas : Antoine
- Jean-Pierre Gonthier : Policier
- Marc Grégoire : Robert Vey
- James Hyndman : M. Schullman
- Ginette Hébert : Secrétaire
- Catherine Jalbert : Mme Martin
- Marc L'Espérance : Réjean Trudeau
- Gaston L'Heureux : Gaston L'Heureux
- Michel Laperrière : Employé
- Pierre Legris : Prêtre
- Stéphane Lestage : Préposé au squash
- Doris Malcolm : Femme à la clinique
- Lisa Marois : Réceptionniste du Ritz
- Jacques Martin : M. Perron
- Pierre McNicoll : Médecin d'Hélène
- Charles Migneault : Employé
- Roger Mollien : James McLean
- Kim Nakashima : M. Sokaya
- Cédric Noël : Préposé du théâtre
- Chantal Perrier : Hôtesse du Mont-Tremblant
- Daniel Poulain : Photographe
- Dominique Pétin : Femme flic
- Alain Sauvage : Invité
- Arlette Sanders : Maria
- Charles Vinson : Médecin d'Agnès
- Len Watt : John D. Frazer
- Henriette Weiler : Mme Brisson

### Deuxième série seulement (1992-1993)
- Gabriel Gascon : Étienne Nadeau
- Denis Bernard : Laurent Nadeau
- René Gagnon : Jean-Marc Nadeau
- Yvan Ponton : Jean Lemieux
- Andrée Lachapelle : Andrée Cartier
- Louise Laparé : Josianne Nadeau
- Annette Garant : Fabienne Morin
- Benoît Marleau : Yvan Moreau
- Robert Marien : Antoine Desautels
- Daniel Ceccaldi : Lucien Gainsbourg
- Myriem Roussel : Sandra Leclerc
- Valérie Valois : Nathalie St-Pierre
- Catherine Colvey : Nicole Soucy-Nadeau
- Charles Biddle Jr. : Michael Todd
- Pierre Gendron : Luc St-Pierre
- Monique Chentrier : Marie Nadeau
- Jean-Marie Moncelet : Jacques Lafontaine
- Chantal Monfils : Amélie Lemieux
- Larry Michel Demers : Dominique Barai
- Jacques Tourangeau : Georges Brassard
- Gila von Weitershausen : Olga Britt
- Cédric Noël : Nicolas Letellier
- Ginette Morin : Odile Dupré
- Siegfried Rauch : Charles Schmits
- Amadeus August : Stefan Stahl
- Mirielle Lachance : Denise
- Nathalie Gadouas : Maryse Nadeau
- Natalie Richard : Natalie Richard

## Produits dérivés
Un album du compositeur Paul Baillargeon est sorti en Allemagne en 1991 sous le titre Die Armut Der Reichen.